# 日下部定好
日下部 定好（くさかべ さだよし）は、戦国時代から江戸時代初期にかけての武将・旗本。

## 略歴
天文11年（1542年）、日下部定金の子として誕生。
織田信長に仕えていたが、当時同僚だった豊臣秀吉（羽柴秀吉）と諍いをおこし出奔する。後に徳川家康に仕官し、成瀬正一と共に長篠の戦い、高天神城の戦いで活躍する。徳川家康が甲斐国を支配すると奉行に任ぜられる。関東討入後は武蔵国鉢形城の代官に任ぜられた。
関ヶ原の戦いでは徳川秀忠の旗奉行として従軍。そのまま伏見城留守居役に任ぜられ、元和2年（1616年）、その地で生涯を閉じている。
生涯を通して成瀬正一との連携は続いた。